# 拐杖

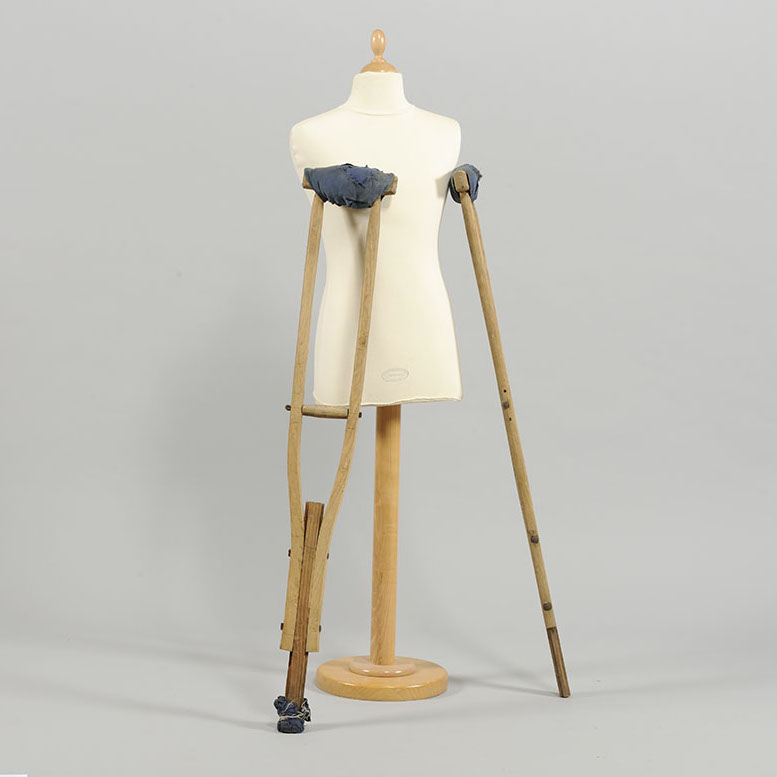
腋下拐杖

拐杖是由腿轉移體重到上身的行動輔具。人們因為短期受傷至長期殘障而未能用他們雙腿去支撐其身體，因此使用拐杖代步。因為中文翻譯一樣，也指導盲手杖。

## 種類

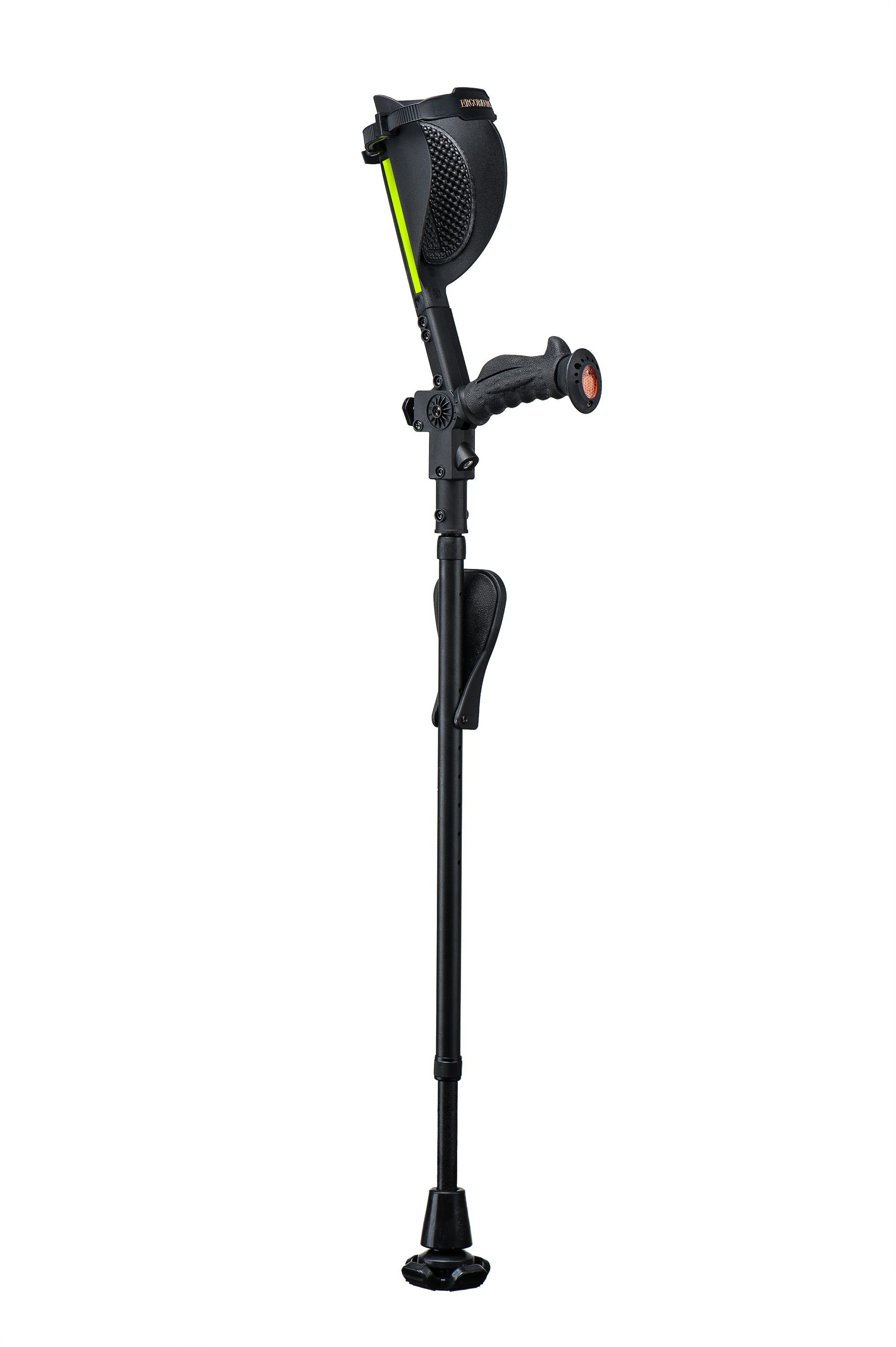
典型的前臂拐杖

拐杖大致分為數種。
前臂杖（Forearm）也称洛氏拐（Lofstrand crutch）
腋下杖 (Underarm)
平台杖（Platform crutch）又称“类风湿杖”，這類拐杖較少見，對象為關節炎和腦癱用家。
腳部支撐（Leg Support）也称“腿支撑架”，這些非傳統拐杖對單腿受傷或殘廢的用家十分有用。

## 代替工具
膝代步車和輪椅都是不能使用拐杖和不喜歡使用拐杖的代替品。但這些代替工具不能在梯級中使用。

## 使用物料
1. 木
2. 合金
3. 复合材料
4. 热塑性塑料
5. 碳纖維強化聚合物

## 延伸阅读
[在维基数据编辑]
 《欽定古今圖書集成·經濟彙編·考工典·杖部》，出自陈梦雷《古今圖書集成》